# Ambon (Ar Mor-Bihan)
Ambon (en bretó Ambon) és un municipi francès, situat a la regió de Bretanya, al departament d'Ar Mor-Bihan. L'any 2006 tenia 1.516 habitants.

## Demografia
| altre |       | 1851 | 1 814 | 1896 | 1 599 | 1954 | 1 004 |
| 1794  | 3 991 | 1856 | 1 815 | 1901 | 1 610 | 1962 | 1 010 |
| 1800  | 4 091 | 1861 | 1 739 | 1906 | 1 651 | 1968 | 1 008 |
| 1806  | 2 881 | 1866 | 1 773 | 1911 | 1 551 | 1975 | 904   |
| 1820  | 3 401 | 1872 | 1 707 | 1921 | 1 296 | 1982 | 881   |
| 1831  | 2 175 | 1876 | 1 667 | 1926 | 1 241 | 1990 | 1 006 |
| 1836  | 2 031 | 1881 | 1 709 | 1931 | 1 228 | 1999 | 1 255 |
| 1841  | 1 957 | 1886 | 1 662 | 1936 | 1 154 |      |       |
| 1846  | 1 827 | 1891 | 1 618 | 1946 | 1 097 |      |       |

## Administració
| Període | Identitat      | Partit |
| ------- | -------------- | ------ |
| 2001-   | Bernard Audran | PCF    |